# قطعنامه ۶۵۸ شورای امنیت
قطعنامه ۶۵۸ شورای امنیت سازمان ملل متحد که در تاریخ ۲۷ ژوئن ۱۹۹۰ تصویب شد، سندی بین‌المللی دربارهٔ صحرای غربی است. این قطعنامه طی نشست ۲۹۲۹ام با ۱۵ رای موافق، ۰ مخالف و ۰ ممتنع تصویب شد.